# Friedrich Ryhiner

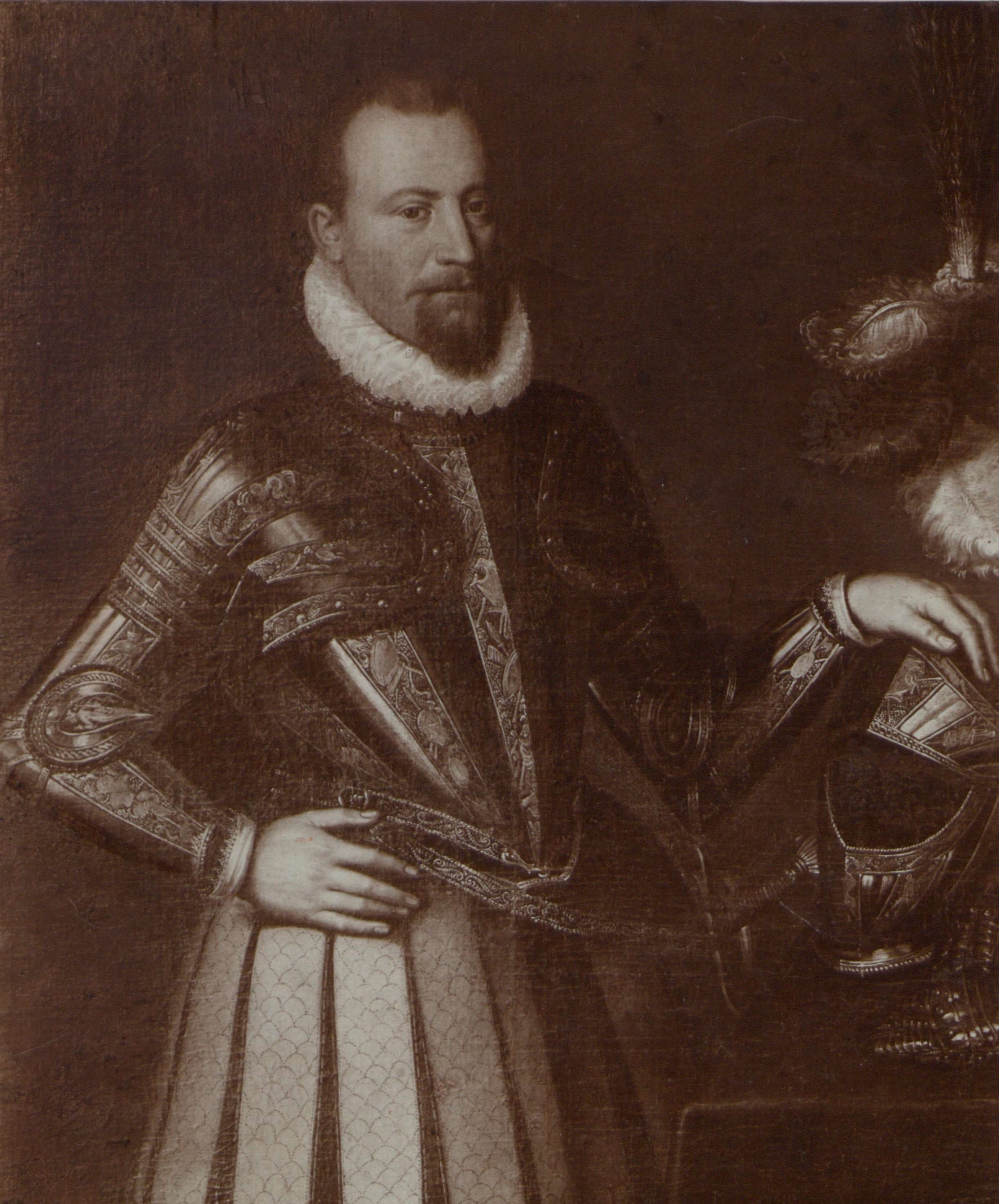
Friedrich Ryhiner

Friedrich Ryhiner (* um 1549 in Basel; † 1588 in Paris) war Arzt, Gerichtsherr, Gesandter, Pächter der Königlichen Salinen in der Provence und Oberst eines Basler Kontingents auf der Seite Heinrichs von Navarra.

## Leben
Friedrich Ryhiner war ein Sohn des Heinrich Ryhiner, einer seiner Brüder war Emanuel Ryhiner. Friedrich wuchs in Basel auf und studierte zunächst praktische Medizin in Basel und Montpellier, 1552 zog er nach Paris um sein Medizinstudium zu vertiefen. Nach dem Studium lebte er einige Jahre in Frankreich und war u. a. praktizierender Arzt in Pons (Charente-Maritime). Erst 1570 kam er nach Basel zurück und heiratete noch in demselben Jahr Agnes von Brunn, die eine Nichte des Bürgermeister von Basel Bonaventura von Brunn war. Mit Agnes hatte er u. a. folgende Kinder:
- Hans Bernhard Ryhiner (1571–1647) viele Jahre in franz. Kriegsdienst
- Johann Friedrich Ryhiner (1574–1634) Bürgermeister von Basel, verheiratet mit Magdalena Platter, einer Tochter des Thomas Platter
- Johann Heinrich Ryhiner (1576–1605), Arzt in Basel, früh verstorben
- Elisabeth Ryhiner (1579–1634), verheiratet mit  Christoph Burckhardt (1575–1648)
- Margret Ryhiner (1581–1629), verheiratet mit Leonhard Nübling
- Veronica Ryhiner (1583–1650), verheiratet mit Johann Rudolf Herzog

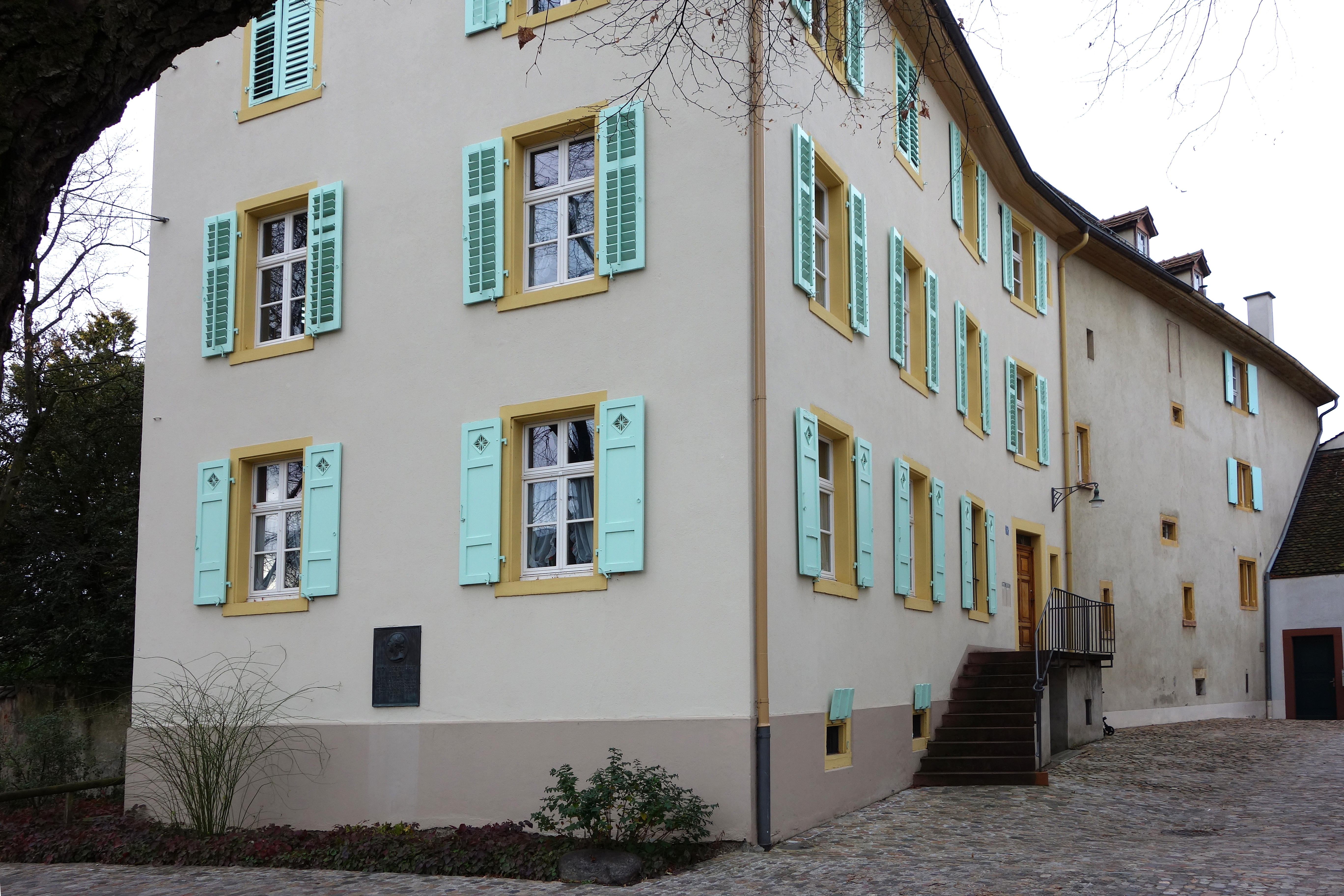
«Klösterli», vermutlich das erste Basler Landgut in Riehen

Friedrich Ryhiner kauft 1584 das «Klösterli» in Riehen, welches zuvor seinem Vater Heinrich Ryhiner als Erblehen verbrieft worden war, für «sieben pfundt pfennig gutter Landtleuffiger Basler Werung». Friedrich Ryhiner war damit der zweite Basler Hausherr im «Klösterli». Von 1584 bis 1587 war er Zunftmeister zu Gartnern, 1586 Siebnerherr. Er war in den Jahren 1576 und 1579 königlicher Pächter der Salinen in der Provence. Ab 1587 war er Oberst eines Basler Kontingents auf der Seite Heinrichs von Navarra. Er wurde während eines Feldzugs gefangen genommen und verstarb am 23. Januar 1588 in Paris.